# (6710) Apostel
(6710) Apostel est un astéroïde de la ceinture principale.

## Description
(6710) Apostel est un astéroïde de la ceinture principale. Il fut découvert le 3 avril 1989 à La Silla par Eric Walter Elst. Il présente une orbite caractérisée par un demi-grand axe de 2,80 UA, une excentricité de 0,22 et une inclinaison de 6,6° par rapport à l'écliptique.